# Židan
Židan je priimek več znanih Slovencev:
- Alojzija Židan (*1951), sociologinja in pedagoginja
- Andrej Židan, hokejist
- Dejan Židan (*1967), veterinar, kmetijski gospodarstvenik in politik
- Gregor Židan (*1965), nogometaš in politik
- Tomaž Židan, hokejist